# ASB Classic 2014
L'ASB Classic 2014 è stato un torneo di tennis giocato all'aperto sul cemento. È stata la 31ª edizione dell'ASB Classic, che fa parte della categoria International nell'ambito del WTA Tour 2014. Si è giocato all'ASB Tennis Centre di Auckland in Nuova Zelanda, dal 30 dicembre 2013 al 4 gennaio 2014.

## Partecipanti

### Teste di serie
| Giocatrice  | Nazionalità      | Ranking* | Testa di serie |
| ----------- | ---------------- | -------- | -------------- |
| Italia      | Roberta Vinci    | 14       | 1              |
| Serbia      | Ana Ivanović     | 16       | 2              |
| Belgio      | Kirsten Flipkens | 20       | 3              |
| Romania     | Sorana Cîrstea   | 22       | 4              |
| Stati Uniti | Jamie Hampton    | 28       | 5              |
| Rep. Ceca   | Lucie Šafářová   | 29       | 6              |
| Germania    | Mona Barthel     | 34       | 7              |
| Italia      | Karin Knapp      | 41       | 8              |

* Rankings al 30 dicembre 2013.

### Altre partecipanti
Giocatrici che hanno ricevuto una wildcard per il tabellone principale:
- Andrea Hlaváčková
- Ana Konjuh[1]
- Tamira Paszek

Giocatrici passate dalle qualificazioni:

- Kristýna Plíšková
- Sharon Fichman
- Anett Kontaveit
- Sachie Ishizu

## Campionesse

### Singolare
Ana Ivanović ha battuto in finale  Venus Williams per 6-2, 5-7, 6-4.
- È il primo titolo stagionale per Ana Ivanović, il dodicesimo in carriera.

### Doppio
Sharon Fichman /  Maria Sanchez hanno battuto in finale  Lucie Hradecká /  Michaëlla Krajicek per 2-6, 6-0, [10-4].